# Rosa bracteata
Rosa bracteata ist eine Pflanzenart aus der Gattung Rosen (Rosa) innerhalb der Familie der Rosengewächse (Rosaceae).

## Beschreibung

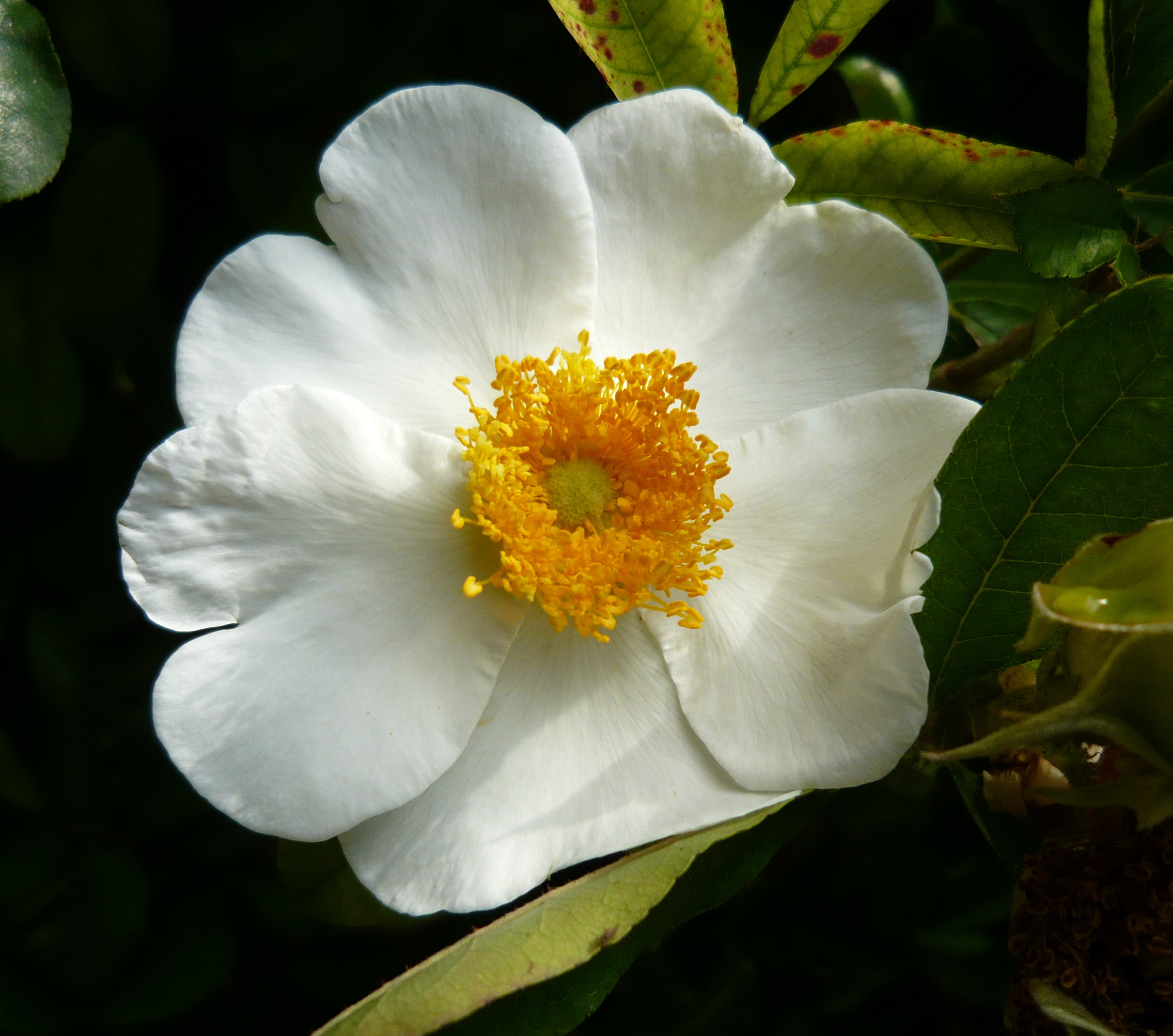
Fünfzählige Blüte

Die Rosa bracteata wächst als immergrüner rankender Strauch und erreicht Wuchshöhen bis zu 6 Metern. Ihre mit hakenförmigen Stacheln stark bewehrten Zweige besitzen eine braune bis purpurfarbene Rinde. Die wechselständig angeordneten Laubblätter sind unpaarig gefiedert und bestehen aus fünf bis elf rundlichen und glänzenden Fiederblättchen.
Die Blütezeit liegt im Mai bis Juli. Die Blütenstiele, die Hochblätter und der Blütenkelch sind mit weichen, haarigen Borsten bedeckt. Die Blüten stehen über mehreren großen, graugrünen Hochblättern (Brakteen). Die relativ großen, zwittrigen Blüten sind bei einem Durchmesser von 6 bis zu 10 Zentimetern radiärsymmetrisch sowie fünfzählig mit doppelter Blütenhülle und strömen einen zitronigen Duft aus. Die fünf freien Kronblätter sind weiß.
Ab August trägt Rosa bracteata im Durchmesser von bis zu 2,5 Zentimeter rundlichen Hagebutten.

## Vorkommen
Das natürliche Verbreitungsgebiet von Rosa bracteata liegt im südöstlichen China, auf Taiwan und auf den japanischen Ryūkyū-Inseln. In China gedeiht sie in Mischwäldern, Gebüschen, auf sandigen Hügeln, entlang von Fließgewässern, an Straßenrändern und an Küsten in Höhenlagen von 0 bis 300 Metern in den Provinzen Fujian, Guizhou, Hunan, Jiangsu, Jiangxi, Yunnan.

## Systematik
Die Erstveröffentlichung von Rosa bracteata erfolgte 1798 durch Johann Christoph Wendland. Synonymen für Rosa bracteata J.C.Wendl. sind: Rosa macartnea Dumont de Courset, Rosa sinica var. braamiana Regel.
Varietäten sind:
- Rosa bracteata J.C.Wendl. var. bracteata
- Rosa bracteata var. scabriacaulis Lindl. ex Koidzumi

## Kultur als Zierpflanze
Rosa bracteata wurde 1793 durch den britischen Botschafter Lord Macartney am chinesischen Kaiserhof nach Großbritannien eingeführt und wird deshalb auch Macartney-Rose genannt.
Diese Wildrose zählt zu den Kletterrosen ist frosthart bis −12 °C (USDA-Zone 8).
Anders als viele andere aus China im 18. und 19. Jahrhundert eingeführte Wildrosenarten hat Rosa bracteate für die Rosenzucht keine große Rolle gespielt. Lediglich die gelb blühende Kletterrose 'Mermaid' hat Rosa bracteate als einen Elternteil.